# Моди (фильм)
«Моди» (англ. Maudie) — кинофильм режиссёра Айлинг Уолш, вышедший на экраны в 2016 году. Лента рассказывает о жизни и творчество канадской художницы-самоучки Мод Льюис.

## Сюжет
Жительница Новой Шотландии Мод Даули живёт с тётей Идой, которая периодически упрекает племянницу за неспособность позаботиться о себе (та серьёзно страдает от артрита). После очередной размолвки Мод решает найти работу. В лавке она видит объявление местного рыбака Эверетта Льюиса, которому нужна женщина для присмотра за домом и хозяйством. Грубый и прямолинейный мужчина нехотя соглашается взять Мод, которая переезжает в маленький домик Эверетта. Поначалу у неё не очень получается, что вызывает гнев со стороны хозяина. Однако постепенно они приспосабливаются к совместной жизни, и Мод начинает рисовать: сначала разрисовывает стены нехитрого жилища, затем берётся за открытки и картины на найденных в сарае дощечках. Однажды одна из проезжающих мимо туристок замечает её работы. Так начинается восхождение Мод к известности…

## В ролях
- Салли Хокинс — Мод Льюис
- Итан Хоук — Эверетт Льюис, муж Мод
- Закари Беннетт — Чарльз Даули, брат Мод
- Габриэль Роуз — тётя Ида
- Лоуренс Барри — мистер Дэвис
- Грег Малоун — мистер Хилл
- Билли Маклеллан — Фрэнк
- Кэри Матчетт — Сандра
- Марта Бернард — Кей
- Дэвид Фихан — Пол

## Награды и номинации
- 2016 — участие в конкурсе на лучший канадский фильм на кинофестивале в Торонто.
- 2017 — участие в конкурсной программе Эдинбургского кинофестиваля.
- 2018 — 7 премий Canadian Screen Awards: лучший фильм, лучший режиссёр (Айлинг Уолш), лучший оригинальный сценарий (Шерри Уайт), лучшая женская роль (Салли Хокинс), лучшая мужская роль второго плана (Итан Хоук), лучший монтаж (Стивен О’Коннелл), лучшие костюмы (Триша Баккер).
- 2018 — 3 премии Ирландской академии кино и телевидения: лучший режиссёр (Айлинг Уолш), лучший иностранный актёр (Итан Хоук), лучшая работа художника-постановщика (Джон Хэнд). Кроме того, лента получила 3 номинации: лучший фильм, лучшая иностранная актриса (Салли Хокинс), лучший звук.
- 2018 — премия Лондонского кружка кинокритиков лучшей британской или ирландской актрисе года (Салли Хокинс, также за «Форму воды» и «Приключения Паддингтона 2»).
- 2018 — премия Национального общества кинокритиков США за лучшую женскую роль (Салли Хокинс, также за «Форму воды»).